# Armadilloniscus ornatocephalus
Armadilloniscus ornatocephalus is een pissebed uit de familie Detonidae. De wetenschappelijke naam van de soort is voor het eerst geldig gepubliceerd in 1992 door Lewis.